# 觀塘功樂官立中學

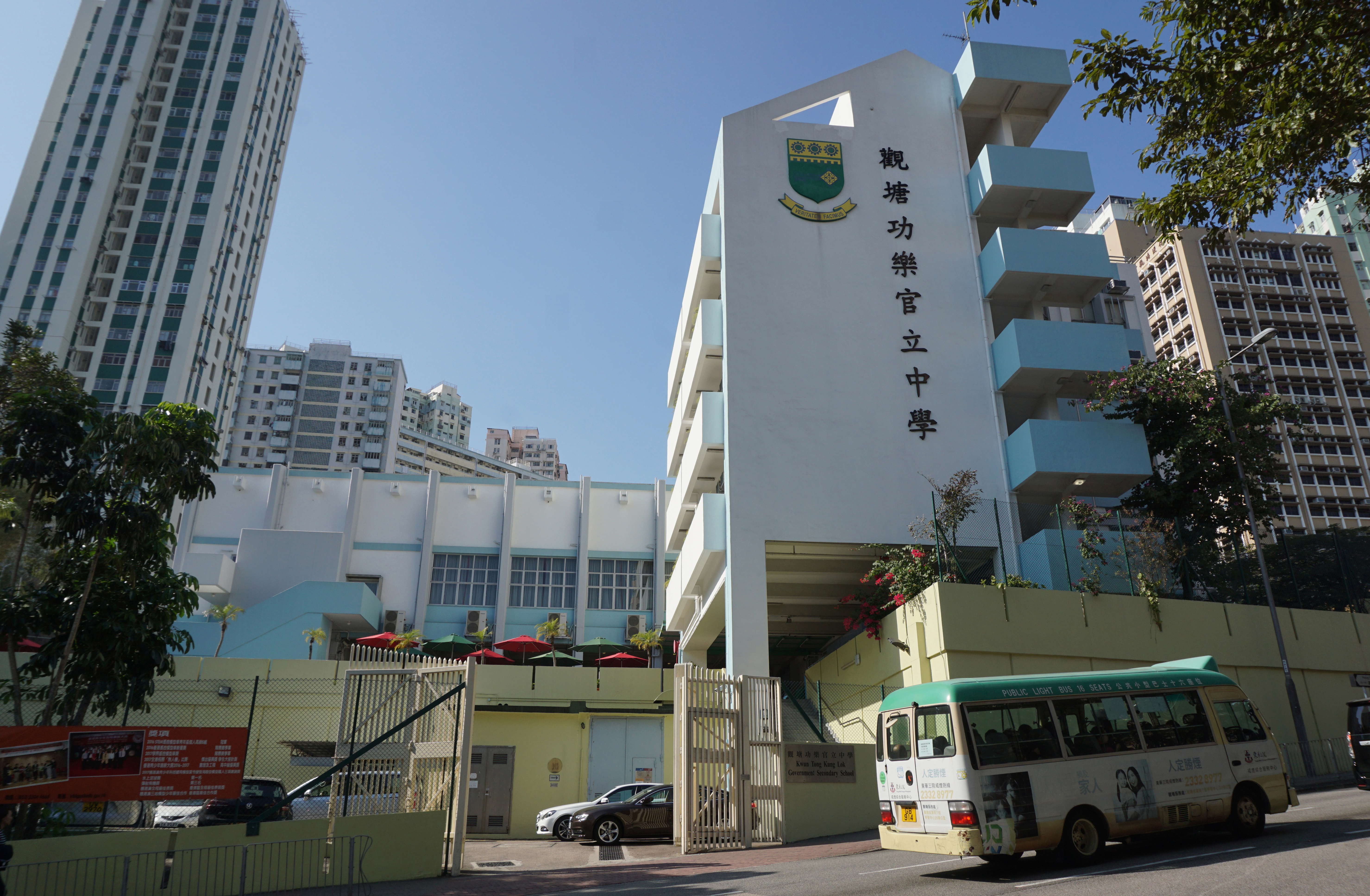
校舍東面

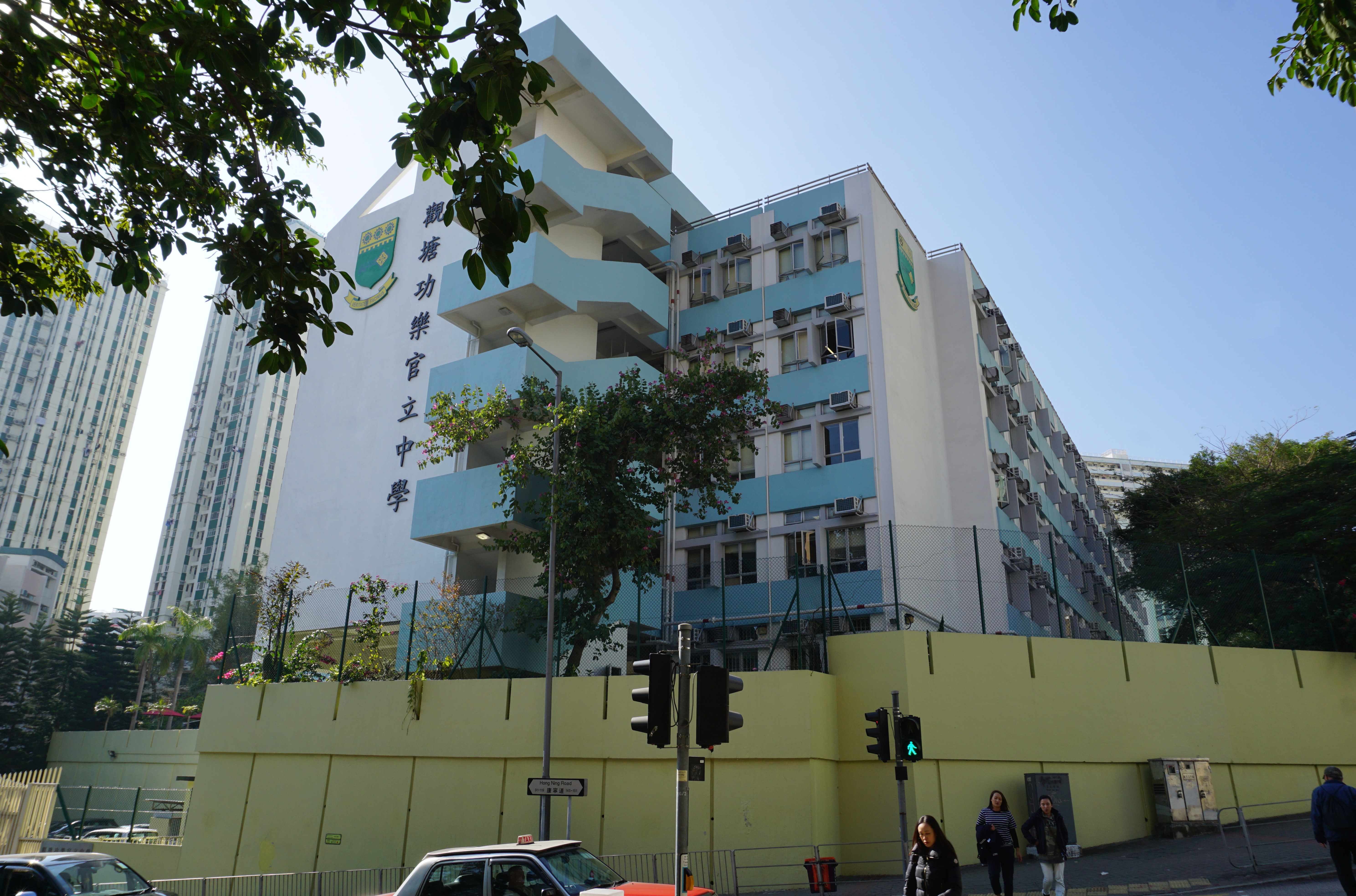
校舍北面

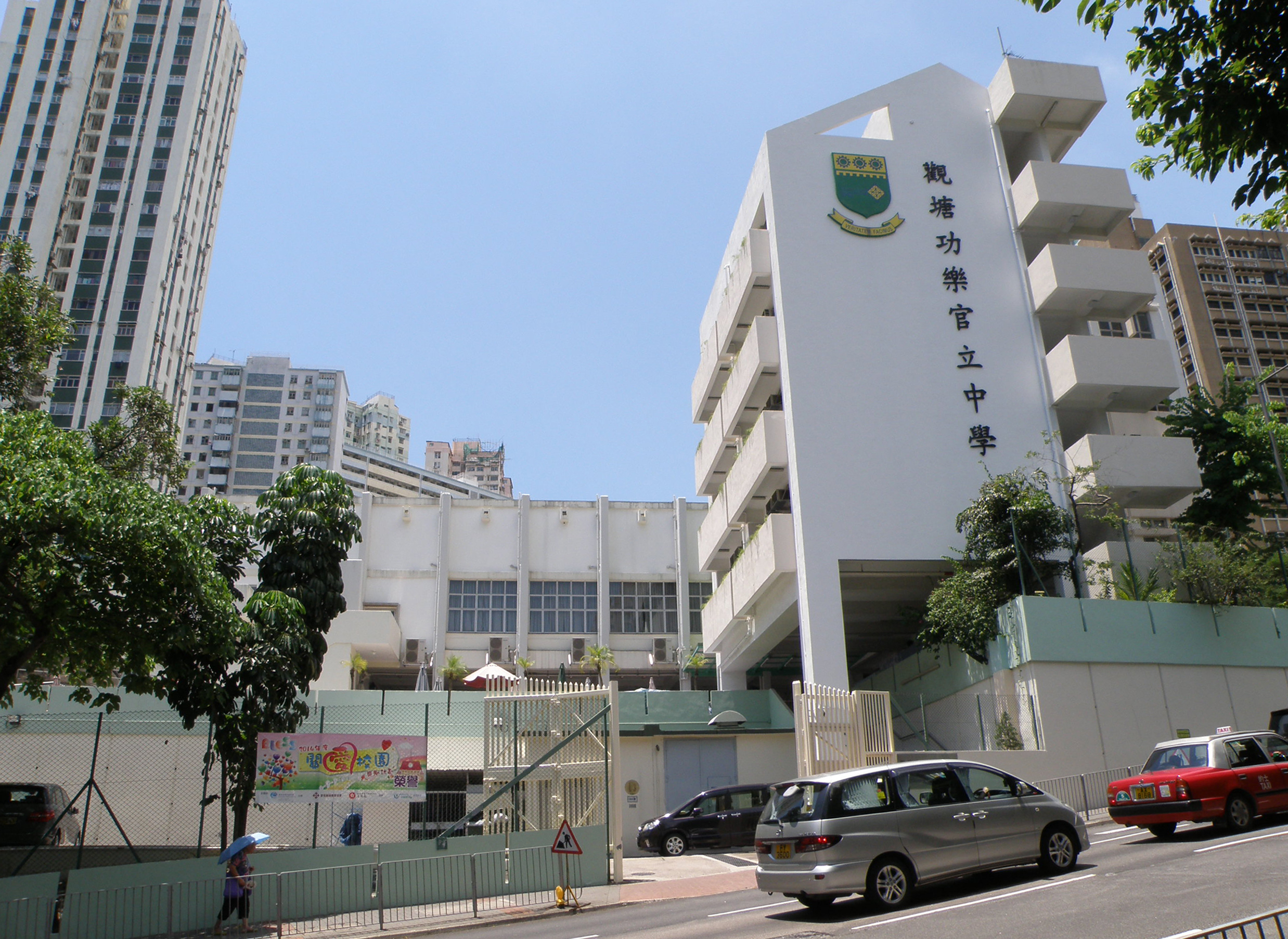
翻油前的校舍東面

觀塘功樂官立中學（英語：Kwun Tong Kung Lok Government Secondary School，簡稱觀功），舊稱觀塘官立工業中學，簡稱觀工，位於九龍觀塘區牛頭角，是香港一所官立中文中學，由香港政府於1970年創辦。因應1997年工業中學教育改革，該校轉為文法中學，翌年易名為「觀塘功樂官立中學」。
觀塘功樂官立中學是香港現存六所持續辦學的前官立工業中學之一，其餘五所分別是鄧肇堅維多利亞官立中學、九龍工業學校、何東中學、筲箕灣東官立中學、及賽馬會官立中學。作為前工業學校，觀塘功樂官立中學歷史上以招收男生為主。

## 歷史
1969年，港英政府為促進地區迅速發展計劃而耗資逾百萬元興建5所工業中學，其中觀塘官立工業中學的建校工程展開於同年8月，花費共250萬元，由香港賽馬會出資捐款。但校舍於1970年9月尚未完成興建，於是校方借用伊利沙伯中學用作下午上課之用。又因龍翔官立中學正建立校園而曾於1970年至1971年前與之共用校舍。當獲香港賽馬會資助興建、樓高五層的校舍竣工後，由時任賽馬會主席及前香港匯豐銀行主席桑打士（J.A. H. Saunders）主持開幕典禮，並於1970年11月9日於現址開課。自該學年開始時，觀塘功樂官立中學只開設六班中一，於1974年才設立中五年級。其預科年級即F. L6及F. U6則分別於1976年及1977年設立。此外，在1996年至1997學年展開之前，預科只設理科班。此後加設文商班供學生選科。母語教學也在1997年9月從中一年級推行。
在1975年，學校籌組校友會。至1990年起成立學生會。1992年，觀塘官立工業中學校友會重新組成。及後在1998年9月，因為香港教育政策的轉變，教育統籌局全面將傳統的工業中學和職業先修中學的名稱更改為與傳統文法中學相同，即觀塘功樂官立中學（功樂是指功樂道）。這是由於與另一官立中學觀塘官立中學校名相似，故此得名如此。校友會亦於1999年9月改稱為「觀塘功樂官立中學校友會」。而校方為配合科技發展與推行電腦教育，針對校園設施不足問題，結果於1996年5月進行擴建工程，到了1998年8月完工。自此，觀塘功樂官立中學的校園內增建了樓高四層的新翼部分。
觀塘功樂官立中學的籃球隊表現出色，曾在三年間由D3級別升上D1級別。2000年，該校30周年校慶。校友會負責新翼落成的宣傳海報設計及製造紀念雕塑和捐贈一株榕樹慶祝校慶。而校友會也設立了「最佳表現大哥哥獎學金」、「最佳課外活動服務獎學金」和「中六原校生最佳成績獎學金」以茲獎勵。
現時與中山市第一中學結為姊妹學校。

## 學校行政
歷任校監
- 胡振聲 先生
- 丘曉芳 女士
- 蔡浩斌 先生[14]
- 許志鋒 先生

歷任校長
- 1970年至1977年：朱家輝 先生[15]
- 1977年至1981年：洪文憲 先生[15]
- 1981年至1992年：鄧國強 先生[16]
- 1992年至1995年：梁富華 先生[15]
- 1995年至1999年：陳梁慕清 女士[6][17]
- 1999年至2003年：袁秀芳 女士[18]
- 2003年至2009年：歐陽坤 先生[19]
- 2009年至2013年：伍小冰 女士[20]
- 2013年至2015年：葉栢麟 先生[21]
- 2015年至2017年：馮李鳳蓮 女士[22]
- 2017年至今：嚴淑貞 女士[23]

歷任副校長
- 廖境文 先生（1970年至1977年）[24]
- 吳業亨 先生[25]
- 羅炳基 先生[25]
- 孔憲偉 先生（1984年至1989年）
- 蘇志強 先生（1989年至1991年）
- 伍起祥 先生[16]
- 李鍾慧芬 女士[5]
- 鄭文尉 先生[6]
- 梁強 先生[6]
- 劉世燦 先生[26]
- 王楷發 先生[26]
- 葉麗紅 女士
- 林謀坤 先生[14][27]
- 賴心華 女士[14]
- 馮建忠 先生

## 辦學宗旨
觀塘功樂官立中學旨在向學生提供全人教育，使他們得到均衡發展。此外亦提供完善的學習設施，協助學生求取全面的知識及技能、幫助他們建立積極的人生觀及鼓勵他們放眼世界。

## 校徽釋義
觀塘功樂官立中學的校徽由該校的創校老師陳運耀設計；校徽底部的拉丁文「Veritatem Facimus」意指「We create the truth」（我們創造真理）。因學校為一所工業中學，所以以齒輪代表工業。而三個齒輪並排是指多元代、不斷努力向前、合作和群策群力。齒輪下的齒狀圖案象徵學校對學生的期望。同時寓意同學的學問建基於鞏固的基石之上。除此之外，校徽中的鑰匙代表啟發學生去尋找學問與智慧。整個校章以綠色、白色、金色以及藍色組成，按意義分別代表活力進取、純潔謙誠、尊貴穩重以及青天深厚。

## 校歌
校歌方面，由前香港教育學院藝術系系主任及教育局行政長官卓越教學獎藝術教育評審顧問余胡月華及前香港中文大學英文系主任Simon Ellis合作撰寫。然而為配合母語教學政策實施，校歌歌詞於1997年改為中文版本，由前教育署助理署長文子方作翻譯。

## 重要事件
1991年3月5日，觀塘功樂官立中學兩名學生於康寧道及功樂道交界的平安診所門前遇上車禍，一死一重傷；事後時任學生會主席在校內發起捐款活動以向受害學生家屬表示心意。
觀塘功樂官立中學於2014年加入「學校起動計劃」，並與國際知名品牌Coach配對成合作夥伴，在Coach的支援下，每年獲得額外50萬資源推動跨學科的學習計劃、聘請活動助理支援英文科的學與教、添購電腦及在校園一角設立「活學天地」，並於2015年5月正式啟用，讓師生可在舒適寧靜及有電腦設備的環境下進行學習活動。
觀塘功樂官立中學2016年12月13及14日於參加「中山—香港姊妹學校簽約儀式暨文化交流活動期間，與中山市第一中學簽約締結為姊妹學校，並於2017年4月5日組織師生團隊赴中山一中，進行觀摩與交流。
觀塘功樂官立中學曾捲入校園暴力事件。於2010年4月中，校內發生夾手指欺凌事件；此事登上各報章，轟動教育界。後來因校方處理此事不公而遭受香港網民非議。後在2016年1月，觀塘功樂官立中學有兩名中一男學生在課室內疑因言語不合打架。結果二人分別被警方以「襲擊」及「襲擊導致他人身體實際傷害」罪名拘捕。
2014年10月，該校的正門鐵閘被淋上黑色漆油，並貼上大字報。時任校長葉栢麟報警處理。事件與一名在暑假短期外聘的籃球教練的個人生活有關。

## 著名教師
- 邱文華：信和集團企業傳訊部副總經理、前香港新聞從業員

## 著名/傑出校友
體育、司法界
- 車偉恆（1987年中七）[40]：黃許律師行合夥人及獨立非執行董事
- 袁家樂：香港律師、袁家樂律師行合夥人、九龍總商會副理事長[41]
- 高志超：香港足球代表隊、香港足球奧運隊隊長、著名足球評述員、阿仙奴足球學校董事
- 蔡再懃（2011年中三）：香港籃球運動員[12]

公共事業、政界
- 簡志成（1981年中七）：懲教署總監督[25]
- 許志傑（1996年中五[10]）：九龍灣淘大工業村迷你倉四級火警殉職消防隊目[42]
- 徐步高（1988年中五；夜校）：前香港警察、涉及徐步高槍擊案[43]
- 黃潤達（2000年中七）：前街工成員，香港區議員[44][註 4]
- 龍瑞卿：屯門龍門選區區議員

演藝、文化界
- 蔡一智：香港藝人、男子組合草蜢成員[註 5]
- 蘇志威（1983年中五）[45]：香港藝人、男子組合草蜢成員[42]
- 岑偉宗（1985年中七）：香港著名作詞人、第43屆台灣金馬獎最佳電影原創歌曲《十字街頭》及第32屆香港電影金像獎最佳原創電影歌曲獎《定風波》得主
- 洪楗華：香港男歌手
- 尤弘剛（1994年中五）：香港作家，筆名「薯伯伯」[46]

教育、學術界
- 胡忠興：香港扶幼會則仁中心學校校長
- 蘇國生（1977年中六）[4]：考試及評核局秘書長、前香港浸會大學教務長、前香港教育學院教務長、電機工程專家
- 李崇高（1978年中五）：香港浸會大學工商管理學院經濟系副教授、應用經濟學碩士課程主任[14]
- 陳廷三（1979年中七）[47]：香港中文大學香港教育研究所專業顧問
- 冼廣基（1978年中五）[24]：職業訓練局青年學院（九龍灣）院長

商界
- 劉小鷹（1983年中五）：企業家、老鷹基金創始人、新龍脈資本合夥人、中國長遠控股董事長，將磁卡電話和諾基亞手機引進中國市場第一人[25][47]
- 游國輝（1984年中五）[31]：盈信控股副主席及行政總裁
- 余錦雄：世邦魏理仕投資物業部資深董事總經理
- 林清錦：世茂房地產公司獨立非執行董事

醫學界
- 殷榮華（1980年中七）[48]：東區尤德夫人那打素醫院深切治療科部門主管醫生
- 何學工（1987年中五）：香港過敏協會主席、兒童免疫及傳染病科專科醫生
- 蕭粵中（1985年中五）：香港急症科醫學院副院長、前香港急症醫學會會長、急症科專科顧問醫生[25]
- 呂潤開（1980年中五）[49]：東區尤德夫人那打素醫院病理部顧問醫生

工程界別
- 黃榮倫（1998年中七）：尋找馬航MH370深海聲吶工程主管 [50]

## 外部連結
- 中學概覽2017/2018: 觀塘功樂官立中學（页面存档备份，存于）
- 觀塘功樂官立中學網站（页面存档备份，存于）
- 觀塘功樂官立中學的Facebook專頁
- 觀塘功樂官立中學的Facebook專頁（校友會專頁）
- 觀塘功樂官立中學的Facebook專頁（觀塘官立工業中學）

22°20′35″N 114°11′23″E / 22.342921°N 114.189824°E